# Juan José Txoperena
Juan José Txoperena, nació el 24 de enero de 1946, en Yanci (Navarra, España), es un ex pelotari español especialista en la modalidad de pelota mano.
Forma parte de una saga de pelotaris, todos ellos manistas, entre los que destaca Miguel Ángel por ser el único que alcanzó el profesionalismo.
Fue seleccionado para disputar los Campeonatos del Mundo de Pelota disputados en 1970 en San Sebastián si bien no llegó a disputar ningún partido. A nivel nacional logró el Campeonato de España de Parejas, en categoría de aficionados, en 1976.